# Фрідріх Бондорфф
Фрідріх Бондорфф (нім. Friedrich Bohndorff; 1848–1894) — німецький дослідник Африки та орнітолог.

## Біографія
Бондорфф спочатку навчався на ювеліра, однак, вже в 1871 році він вирушає в поїздку через Швейцарію, Савойю і Італію в Туніс, а звідти через Мальту в Єгипет. Він залишається на 4 роки в Каїрі і вивчає там арабську мову.
У 1876-79 роках здійснив експедицію в Судан і в Центральну Африку. На зворотному шляху під час нападу йому довелося залишити свої цінні колекції та нотатки.
У 1880-87 роках він супроводжує експедицію німецького дослідника Африки Вільгельма Юнкера. У січні 1880 року вони вирушають з Хартума в країни, де живуть племена мангбету та занде, щоб продовжити там дослідження Георга Швейнфурта. Досліджено витоки річок Уеле і Арувімі. Захворівши, Бондорфф змушений повернутися у 1882 році, однак повстання Махді перегородила йому зворотний шлях і змусило його до більш ніж річному перебуванню в регіоні Бахр-ель-Газаль у народу дінка.
З 1887 року Бондорфф стоїть на службі губернатора Конго, спільно з Оскаром Ленцом і Оскаром Бауманом він перетинає Африку із заходу на схід. Потім він вирушає з доктором Ленцом на 6 місяців у Відень та Брюссель, потім повертається в Каїр.
У 1889 році Бондорфф став драгоманом імператорських колоніальних військ в Африці на службі майора Германа фон Вісмана.
У 1892 році вирушає до Берліна і читає лекції по всій Німеччині.
У 1893 і 1895 роках він був гостем на річному засіданні Німецького товариства орнітологів. В цей час мін проживав у Багамойо. Про смерть Бондорффа нічого не відомо.

## Епоніми
На честь дослідника названо:
- вид сови Syrnium bohndorffi
- вид нектарниці Cinnyris bohndorffi
- вид клопа Dalsira bohndorffi